# 侵略の定義に関する決議
侵略の定義に関する決議（しんりゃくのていぎにかんするけつぎ、国連総会決議3314、英語:United Nations General Assembly Resolution 3314 on the Definition of Aggression）は、1974年12月14日に国際連合総会の第29回総会で採択された侵略の定義に関する決議。略称は、UNGA Res.3314。

## 概要
侵略の定義に関する決議はその第1条で侵略を「国家による他の国家の主権、領土保全若しくは政治的独立に対する、又は国際連合の憲章と両立しないその他の方法による武力の行使であって、この定義に述べられているものをいう」と定義している
。この定義について、最も掘り下げた議論を行った国際刑事裁判所締約国会議の侵略犯罪に関する特別作業部会では、侵略の定義に関する決議の第1条及び第3条（侵略行為の定義）を参照して適用する案についてその運用段階の議論が行われた。しかし、侵略の定義に関する決議は国際連合安全保障理事会が侵略の事実の有無を認定する際の指針という性質を持つため、公開協議の場では侵略の定義に関する決議を直接参照することについては慎重論が根強く、日本政府も同様の懸念を表明した（→日本の見解）。
2010年6月11日、カンパラで開かれたローマ規程再検討会議において、侵略の定義に関する決議の内容に一致した定義に規程独自の定義を付加し、管轄権行使の諸要件と手続きをも含めた改正条項を採用する決議（RC/Res.6）が参加国111カ国のコンセンサスにより採択された
。この時、日本政府は投票には参加しなかったものの、コンセンサスを妨げることはなかった
。但し、同改正は2012年5月14日現在、発効していない（→侵略犯罪）。

## 主な条文

### 第1条
（侵略の定義）
侵略とは、国家による他の国家の主権、領土保全若しくは政治的独立に対する、又は国際連合の憲章と両立しないその他の方法による武力の行使であって、この定義に述べられているものをいう。

### 第2条
（武力の最初の使用）
国家による国際連合憲章に違反する武力の最初の使用は、侵略行為の一応の証拠を構成する。ただし、安全保障理事会は、国際連合憲章に従い、侵略行為が行われたとの決定が他の関連状況（当該行為又はその結果が十分な重大性を有するものではないという事実を含む。）に照らして正当に評価されないとの結論を下すことができる。

### 第3条
（侵略行為）
次に掲げる行為は、いずれも宣戦布告の有無に関わりなく、二条の規定に従うことを条件として、侵略行為とされる。
(a) 一国の軍隊による他国の領域に対する侵入若しくは、攻撃、一時的なものであってもかかる侵入若しくは攻撃の結果もたらせられる軍事占領、又は武力の行使による他国の全部若しくは一部の併合
(b) 一国の軍隊による他国の領域に対する砲爆撃、又は国に一国による他国の領域に対する兵器の使用
(c) 一国の軍隊による他国の港又は沿岸の封鎖
(d) 一国の軍隊による他国の陸軍、海軍若しくは空軍又は船隊若しくは航空隊に関する攻撃
(e) 受入国との合意にもとづきその国の領域内にある軍隊の当該合意において定められている条件に反する使用、又は、当該合意の終了後のかかる領域内における当該軍隊の駐留の継続
(f) 他国の使用に供した領域を、当該他国が第三国に対する侵略行為を行うために使用することを許容する国家の行為
(g) 上記の諸行為に相当する重大性を有する武力行為を他国に対して実行する武装した集団、団体、不正規兵又は傭兵の国家による若しくは国家のための派遣、又はかかる行為に対する国家の実質的関与